# Atlante Moninckx
L'Atlante Moninckx è una silloge di immagini botaniche, contenente le riproduzioni ad acquerello e guazzo su pergamena di 425 piante esotiche provenienti dall'Asia, dal Sudafrica e dal Sud America e messe a dimora nell'Orto botanico di Amsterdam. Questa collezione, suddivisa in nove libri, prende il nome dai due artisti che maggiormente contribuirono a realizzarlo: Jan e Maria Moninckx.

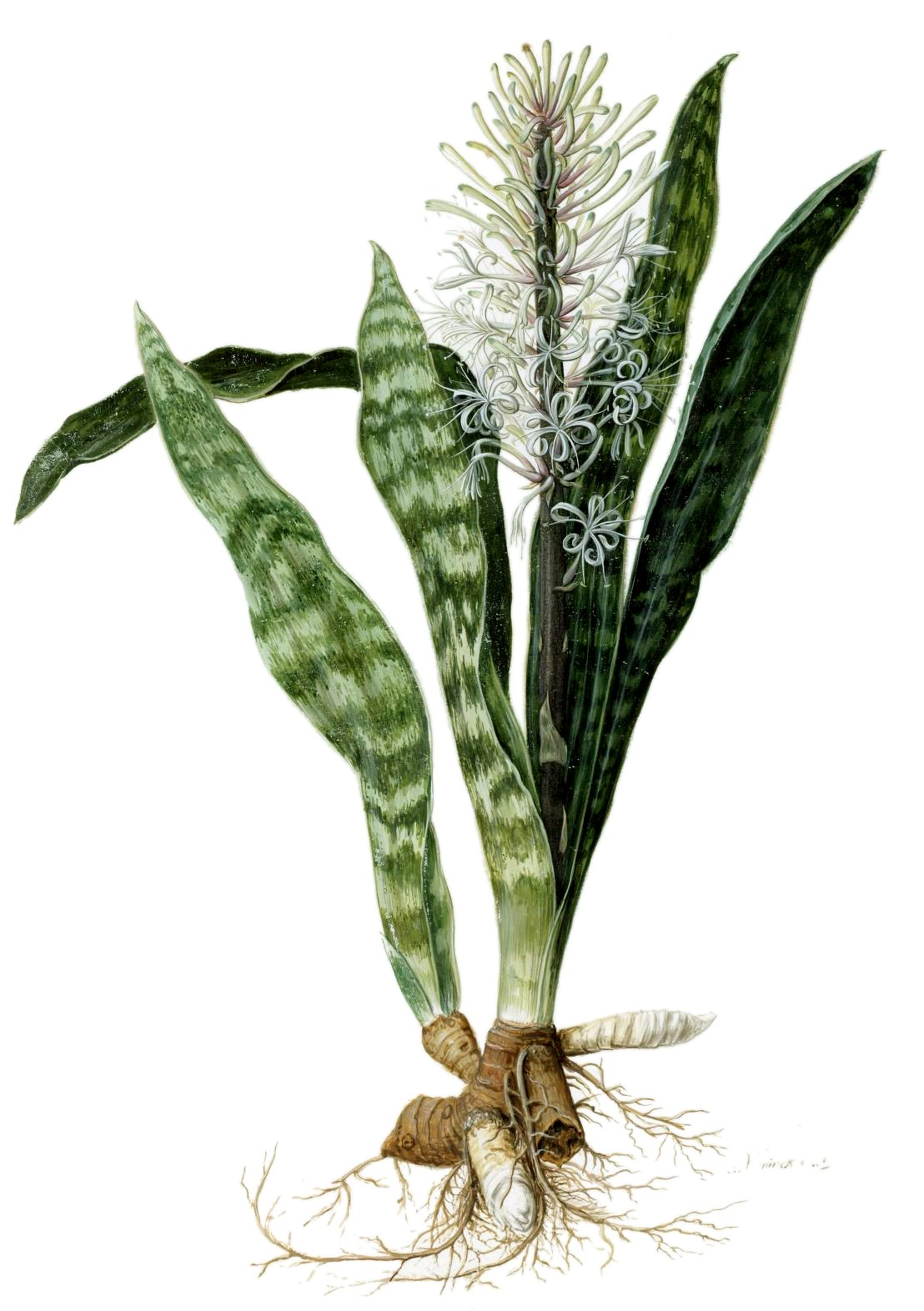
Sansevieria hyacinthoides - acquerello di Jan Moninckx - Atlante Moninckx

## Storia
Nel 1682 il consiglio comunale di Amsterdam decise di costituire un nuovo orto botanico e perciò furono nominati commissari Johan Huydecoper van Maarseveen, amministratore della VOC e borgomastro, e Jan Commelin, consigliere comunale, farmacista e mercante. Entrambi, oltre che ricchi cittadini appartenenti all'élite politica olandese, possedevano anche poderi dove erano coltivate piante interessanti dal punto di vista botanico. Inoltre avevano contatti con proprietari immobiliari e collezionisti di piante sia nei Paesi Bassi che all'estero, come Agnes Block, proprietaria della tenuta Vijverhof. Proprio grazie a questi contatti e alle navi della VOC e della WIC fu possibile mettere insieme rapidamente, oltre alle piante medicinali, anche molte piante ornamentali e da serra.

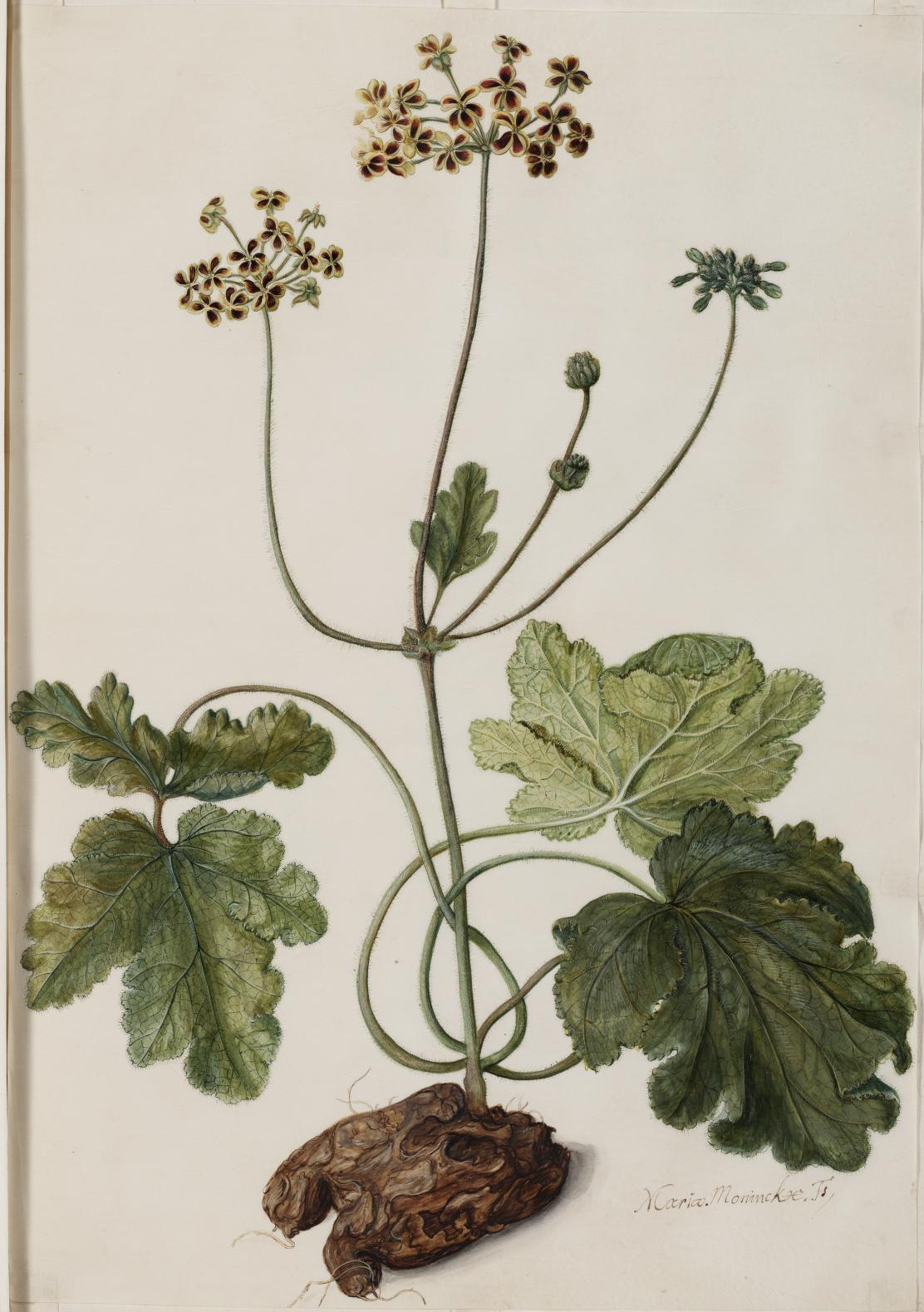
Pelargonium lobatum (Burm.f.) Willd. - acquerello di Maria Moninckx - Atlante Moninckx

Dal 1686 Huydecoper e Commelin si adoperarono per documentare l'importante raccolta di piante dell'Hortus attraverso la costituzione di un atlante contenente le riproduzioni delle piante più nuove ed esotiche in esso presenti, l'Atlante Moninckx, piuttosto che costituire un erbario con piante essiccate.
Sul retro degli acquerelli era indicato il nome della pianta in latino e a volte in olandese. A partire dal 1735, con l'adozione del sistema di Linneo, il nome delle piante fu determinato in base alle loro caratteristiche esterne.
Nel 1749 fu aggiunto un nono libro con 5 nuovi acquerelli eseguiti dai pittori Jan Matthias Kok (1720-1770) e Dorothea Storm-Kreps (1734-1772). Dei 420 acquerelli dei primi 8 libri, 221 furono eseguiti da Jan Moninckx, 101 da Maria Moninckx, 13 da Alida Withoos e 2 da Johanna Herolt-Graff. 33 disegni non sono firmati.
Jan Moninckx eseguì disegni per l'Orto botanico di Amsterdam dal 1691 al 1698 utilizzando inchiostro indiano. Nel 1691 fu pagato da Jan Commelin per un centinaio di questi disegni. La gran parte di essi costituì la base per la riproduzione delle tavole dell'Atlante Moninckx. Inoltre i disegni furono anche utilizzati per la preparazione del catalogo delle piante dell'Hortus, il Horti medici Amstelodamensis rariorum historia plantarum: descriptio et icones (Storia delle piante rare dell'orto botanico di Amsterdam: descrizione e immagini) di Jan e Caspar Commelin.